# Vincenzo Righini
Vincenzo Maria Righini (Bolonia, 22 de enero de 1756 – 19 de agosto de 1812) fue un compositor, cantante y maestro de capilla italiano. En 1776 compuso la música de Il convitato di pietra, una de las primeras ópera sobre el mito de Don Juan.

## Óperas seleccionadas[2]
- La vedova scaltra (1774)
- La bottegha del caffe osia Il maldicènte (1776)
- Il convitato di pietra osia Il dissoluto (1777)
- Armida (1782)
- L'incontro inaspettato (1785)
- Il Demogorgone ovvero Il filosofo confuso (1786)
- Enea del Lazio (1793)
- Il trionfo d'Arianna (1793)
- Tigrane (1795)
- La selva incantata (1803)